# Лионвил (Луизијана)
Лионвил (енгл. Leonville) град је у америчкој савезној држави Луизијана.

## Демографија
По попису из 2010. године број становника је 1.084, што је 77 (7,6%) становника више него 2000. године.
| Група             | 2000.       | 2010.       |
| Белци             | 657 (65,2%) | 632 (58,3%) |
| Афроамериканци    | 336 (33,4%) | 442 (40,8%) |
| Азијати           | 0 (0,0%)    | 0 (0,0%)    |
| Хиспаноамериканци | 9 (0,9%)    | 6 (0,6%)    |
| Укупно            | 1.007       | 1.084       |